# テレジョルナル
『テレジョルナル』(ポルトガル語: Telejornal)は、RTPの主力チャンネルであるポルトガルの公共テレビチャンネルRTP1で毎日20:00に放送される主力の夜のテレビニュース番組。 最初のショーは1959年10月19日に放映され、それ以来その名前を維持している。 これは、国内で最も視聴されているものの1つであり、ポルトガルのテレビの中で最も古いものである。